# DDR-Meisterschaften im Feldfaustball 1959
Die DDR-Meisterschaften im Feldfaustball 1959 waren die zehnte Austragung der DDR-Meisterschaften der Männer und Frauen im Feldfaustball der DDR im Jahre 1959.
Die Finalspiele fanden am 5. und 6. September 1959 auf der Sportanlage St. Hubertus in Köthen-Geuz statt.
Die drei Hirschfelder Sportgemeinschaften Aktivist, Turbine und Fortschritt schlossen sich zur Industrie-Sportgemeinschaft Hirschfelde zusammen. Die Faustball-Sektion trat daher ab dieser Saison als „ISG Hirschfelde“ an.

## Frauen
Die Frauenliga wurde in zwei Staffeln ausgetragen. Gegenüber der Vorsaison wurden die Staffeln neu eingeteilt.
Geplante Spieltage waren der 31. Mai in Leipzig (Staffel I) und Dresden (Staffel II), der 21. Juni in Rathenow (Staffel I, verschoben auf den 22./23. August 1959) und Görlitz (Staffel II) und der 2. August in Magdeburg (Staffel I) und Dresden (Staffel II). Für den 30. August 1959 waren die Spiele der Mittelplätze terminiert.
Neben den drei besten der beiden Staffeln qualifizierte sich als siebente Mannschaft der Sieger eines Vergleiches der beiden Viertplatzierten für die Finalrunde.
Abschlussstand:
| Platz | Mannschaft          | Punkte |
| 1.    | Motor Suhl West     | 16:4   |
| 2.    | Empor Barby (M)     | 14:6   |
| 3.    | Lokomotive Schwerin | 13:7   |
| 4.    | Einheit Rostock     | 9:11   |
| 5.    | Motor Rathenow (N)  | 8:12   |
| 6.    | Stahl Megu Leipzig  | 0:20   |

| Platz | Mannschaft             | Punkte |
| 1.    | Lokomotive Köthen      | 18:2   |
| 2.    | Motor Görlitz Mitte    | 16:4   |
| 3.    | Rotation Dresden Mitte | 10:10  |
| 4.    | Motor Dresden Ost      | 8:12   |
| 5.    | Lokomotive Görlitz     | 4:16   |
| 6.    | ISG Hirschfelde (N)    | 4:16   |

Auf- und Abstieg: Die Auf- und Abstiegsspiele fanden bereits am 30. August 1959 in Leipzig auf dem Platz von Einheit Ost statt.
Die beiden letzten Mannschaften jeder Staffel spielten zusammen in einer Abstiegsrunde um die beiden Absteiger. Dabei setzten sich Lok Görlitz und Motor Rathenow vor der ISG Hirschfelde und Stahl Megu Leipzig durch.
Aufstiegsspiele: 
Abschlusstabelle der Aufstiegsspiele:
| Platz | Mannschaft            | Punkte |
| 1.    | Fortschritt Groitzsch | 10:0   |
| 2.    | Medizin Weimar        | 8:2    |
| …     | Turbine Gardelegen    | …      |
| …     | Einheit Halle         | …      |
| …     | Aktivist Staßfurt     | …      |
| …     | Fortschritt Glauchau  | …      |

Finalrunde
- Lokomotive Köthen – Motor Suhl West 27:22
- Lokomotive Köthen – Rotation Dresden Mitte 24:16
- Lokomotive Schwerin – Rotation Dresden Mitte 24:17
- Lokomotive Schwerin – Einheit Rostock 21:13
- Empor Barby – Motor Görlitz Mitte 33:19
- Empor Barby – Motor Suhl West 39:18
- Empor Barby – Rotation Dresden Mitte 35:20
- Empor Barby – Lokomotive Schwerin 28:13
- Empor Barby – Einheit Rostock 31:25
- Empor Barby – Lokomotive Köthen 40:17
- Lokomotive Köthen – Einheit Rostock 31:23
- Lokomotive Köthen – Motor Görlitz Mitte 37:22
- Lokomotive Köthen – Lokomotive Schwerin 31:16
- Lokomotive Schwerin – Motor Suhl West 22:17
- Lokomotive Schwerin – Motor Görlitz Mitte 37:17
- Rotation Dresden Mitte – Motor Görlitz Mitte 30:26
- Rotation Dresden Mitte – Einheit Rostock 20:19
- Rotation Dresden Mitte – Motor Suhl West 26:18
- Motor Suhl West – Motor Görlitz Mitte 35:19
- Motor Görlitz Mitte – Einheit Rostock …:…
- Einheit Rostock – Motor Suhl West …:…

Endstand:
| Platz | Mannschaft             | Punkte |
| 1.    | Empor Barby (M)        | 12:0   |
| 2.    | Lokomotive Köthen      | 10:2   |
| 3.    | Lokomotive Schwerin    | 8:4    |
| 4.    | Rotation Dresden Mitte | 6:6    |
| 5.    | Einheit Rostock        | 4:8    |
| 6.    | Motor Suhl West        | 2:10   |
| 7.    | Motor Görlitz Mitte    | 0:12   |

## Männer
Die Oberliga wurde in zwei Staffeln ausgetragen. Gegenüber der Vorsaison wurden die Staffeln neu eingeteilt.
Spieltage waren der 31. Mai in Dresden (Staffel I) und Leipzig (Staffel II, letzterer fiel aus), der 21. Juni in Rochlitz (Staffel I) und Erfurt (Staffel II) und der 2. August in Hirschfelde (Staffel I) und Schwerin (Staffel II). Für den 30. August 1959 waren die Spiele der Mittelplätze (4./5. beider Staffeln) terminiert, bei denen sich eine weitere Mannschaft für die Endrunde qualifizieren konnte.
Abschlussstand:
| Platz | Mannschaft               | Punkte |
| 1.    | ISG Hirschfelde (M)      | 24:0   |
| 2.    | Chemie Zeitz             | 18:6   |
| 3.    | Fortschritt Zittau       | 16:8   |
| 4.    | Fortschritt Walddorf     | 10:14  |
| 5.    | Aktivist Freienhufen (N) | 10:14  |
| 6.    | Motor Rochlitz           | 4:20   |
| 7.    | Lokomotive Dresden       | 2:22   |

| Platz | Mannschaft               | Punkte        |
| 1.    | Wissenschaft Halle       | 14:6          |
| 2.    | Motor Erfurt West        | 13:7          |
| 3.    | Empor Rudolstadt         | 9:11          |
| 4.    | Lokomotive Schwerin      | 9:11          |
| 5.    | Empor Barby              | 8:12          |
| 6.    | Fortschritt Glauchau (N) | 7:13          |
| 7.    | Stahl Megu Leipzig       | zurückgezogen |

Auf- und Abstieg: Die Auf- und Abstiegsspiele fanden bereits am 30. August 1959 in Leipzig statt.
Motor Rochlitz verlor beide Spiele und musste in der folgenden Saison eine Liga tiefer antreten.
Aufstiegsspiele
Abschlusstabelle der Aufstiegsspiele:
| Platz | Mannschaft            | Staffel | Punkte |
| 1.    | Motor West Erfurt II  | West    | 6:2    |
| 2.    | Lokomotive Wittstock  | Ost     | 3      |
| 3.    | Wissenschaft Halle II | Mitte   | 3      |
| 4.    | ISG Hirschfelde II    | Süd     | …      |
| 5.    | Lokomotive Güstrow 4  | Nord    | …      |

Finalrunde
- Aktivist Freienhufen – Motor Erfurt West 36:24
- Chemie Zeitz – Empor Rudolstadt 35:30
- Wissenschaft Halle – Fortschritt Zittau 38:24
- Wissenschaft Halle – Empor Rudolstadt 32:25
- Chemie Zeitz – Aktivist Freienhufen 23:24
- ISG Hirschfelde – Motor Erfurt West 42:29
- ISG Hirschfelde – Fortschritt Zittau 35:22

- Empor Rudolstadt – Motor Erfurt West 35:32
- Empor Rudolstadt – ISG Hirschfelde 22:31
- Chemie Zeitz – ISG Hirschfelde 32:37
- Wissenschaft Halle – Aktivist Freienhufen 42:20
- Wissenschaft Halle – Motor Erfurt West 28:34
- Wissenschaft Halle – Chemie Zeitz 24:29
- Fortschritt Zittau – Chemie Zeitz 21:31
- Fortschritt Zittau – Motor Erfurt West 29:34
- Fortschritt Zittau – Aktivist Freienhufen 32:28
- Fortschritt Zittau – Empor Rudolstadt 38:24
- Empor Rudolstadt – Aktivist Freienhufen 44:20
- Motor Erfurt West – Chemie Zeitz 34:26
- ISG Hirschfelde – Aktivist Freienhufen 37:27
- ISG Hirschfelde – Wissenschaft Halle 29:24

Endstand:
| Platz | Mannschaft               | Punkte |
| 1.    | ISG Hirschfelde (M)      | 12:0   |
| 2.    | Wissenschaft Halle       | 6:6 1  |
| 3.    | Motor Erfurt West        | 6:6 1  |
| 4.    | Chemie Zeitz             | 6:6 1  |
| 5.    | Empor Rudolstadt         | 4:8 2  |
| 6.    | Fortschritt Zittau       | 4:8 2  |
| 7.    | Aktivist Freienhufen (N) | 4:8 2  |

## Weblink
- Faustball-DDR-Meisterschaften auf sport-komplett.de